# واقيف جرايزاده
واقيف عزيزأغا أغلو جرايزاده - (بالأذرية: Vaqif Gərayzadə) ملحن أذربيجاني، دكتور في العلوم الفلسفية، تكريم العامل الفني في جمهورية أذربيجان(2011). 

## سيرته ذاتية ونشاته
ولد واقيف جرايزاده في 27 مارس، عام 1961, في عاصمة باكو. تلقى تعليمه الأول في مدرسة رقم 4 في قسم بيانو. 
ثم واصل تعليمه في جامعة أذربيجان الحكومية للثقافة والفنون في قسم مخرج العروض بين 1983-1987. 
عمل واقيف جرايزاده في اتحاد الحفلة الحمومية وفي فيلهارموني أكاديمى لدولة أذربيجان.
ولاحقا واصل نشاته في جامعة أذربيجان الحكومية للثقافة والفنون كمدرس ومدير القسم. 
واقيف جرايزاده هو الفائز العديد من المسابقات والمهرجانات الدولية. 
وكذلك مؤسس الفرقات الموسيقى «أيبارى»، «شيرون»، «شرق أولدوزلاري». واقيف جرايزاده هو دكتور في الفلسفة. 
في 2011 تم منح جرايزاده بالاسم الفخري تكريم العامل الفني في جمهورية أذربيجان.

## جائزة
- تكريم العامل الفني في جمهورية أذربيجان - 2011